# 張潔蓮 (香港)
張潔蓮（英語：Jackeline Cheung，1976年11月15日—），香港的電視演員。

## 事業
就讀於青衣公立學校和樂善堂梁植偉紀念中學。
1995年度香港小姐競選入圍最後20強，落選後簽約無綫電視。1995年第八期無綫電視藝員進修班旁聽生，同期的正式學員分別有李思蓓、伍慧珊、羅貫峰、李天翔、劉永晉、盧卓南、孫恩明、盧慶輝和蓋世寶等，同班旁聽生有湯盈盈、姚瑩瑩、滕麗名、劉永健、關可維、孫大龍、李詠儀等。
參選香港小姐競選之前的職業為幼稚園老師，1995年10月2日起曾長期擔任兒童節目主持，直到2006年與無綫解約，曾在荃灣荃新天地經營糖果店，現已結業。2011年曾於九龍塘約克幼稚園任教，2012年離職。2012年加盟香港電視網絡，並象徵她要重新投入電子傳播媒體工作，直到2015年與港視約滿後離開，2018年5月加盟亞洲電視數碼媒體。
她是首位港姐加入兒童節目當主持，後繼者先後有黃碧蓮（2014）、單文柔（2016）、何依婷、伍樂怡、邱晴（2017）、陳楨怡（2020）。
其妹妹是Roadshow路訊通主持張紫櫻（車車）。

## 感情生活
她曾經歷過一段婚姻，現任男友為袁文傑，他們原訂於2018年12月15日舉行婚禮，但因為袁媽媽的離世，男友於是決定無限期延遲。
2020年12月，傳媒報道袁文傑與張潔蓮入紙申請註冊結婚。

## 電視劇（無綫電視）
- 2001年年2002年：皆大歡喜
- 2003年：美麗在望 飾 老師（第1集）
- 2004年：廉政行動2004 飾 Ivy
- 2004年：皆大歡喜 飾 女主持（第221集）、情侶（第271集）、女學生（第302集）、星探（第338集）、賓客（第359集）、老闆娘（第377集）、老婆（第383集）、母（第394集）、推銷員（第420集）、女子（第427集）
- 2004年：金枝慾孽 飾 小環
- 2005年：皆大歡喜 飾 嘉賓（第443集）
- 2005年：心花放 飾 何小姐
- 2005年：開心賓館 飾 基金公司職員
- 2005年：我的野蠻奶奶 飾 秀茹／路人乙（第12集）
- 2005年：妙手仁心III 飾 陳穎瑜
- 2005年：阿旺新傳 飾 太空館職員（第5集）
- 2006年－2007年：高朋滿座
- 2006年：女人唔易做
- 2006年：天幕下的戀人 飾 急症室護士、陳婉君
- 2006年：飛短留長父子兵 飾 護士
- 2006年：男人之苦
- 2006年：愛情全保 飾 經紀
- 2006年：鳳凰四重奏 飾 職員
- 2006年：刑事情報科 飾 Sue
- 2006年：滙通天下 飾 圓
- 2007年：師奶兵團 飾 老師
- 2007年：通天幹探 飾 檢控官
- 2008年：千謊百計 飾 護士（第10、17-18集）
- 2011年：布衣神相 飾 向日雲

## 電視劇（香港電視網絡）
- 2014年：選戰 飾 特首新聞辦主任
- 2014年：警界線 飾 張秀芬（青年）
- 2015年：導火新聞線 飾 嘉年華司儀
- 2015年：三面形醫 飾 陳本潤之妻（sophia）（配角）

## 其他演出
- 閃電傳真機（1995年－1999年）（無綫電視）
- 至NET小人類（2000年－2004年）（無綫電視）
- Shopping Hero（2014年－2015年）（香港電視網絡）
- 1+1的深情（2018年）（無綫電視）
- 童你一起長大了（2021年）（無綫電視）

## 外部連結
- 1995年度香港小姐競選：張潔蓮個人網頁 （页面存档备份，存于）
- 明星跳出公仔箱 自僱創業新形象 （页面存档备份，存于）
- 流行普選 - 袁外之音(第71集) - 袁文傑, 嘉賓主持：劉錫賢 （页面存档备份，存于）